# Prosopis alpataco
Prosopis alpataco är en ärtväxtart som beskrevs av Rodolfo Amando Philippi. Prosopis alpataco ingår i släktet Prosopis och familjen ärtväxter. Inga underarter finns listade i Catalogue of Life.